# Kuća Matković u Hvaru
Kuća Matković, kuća u Hvaru, zaštićeno kulturno dobro.

## Opis dobra
Barokna kuća izgrađena je u XVIII. stoljeću u Burgu. Smještena je na sjevernom rubu niza kuća Jedino je istočno pročelje zatvoreno u bloku, ostala su otvorena. Zbog nagiba terena kuća je dijelom jednokatnica, a dijelom dvokatnica. Pravokutnog je tlocrta, zaključena dvovodnim krovom. Ističe se ranobaroknom kamenom plastikom.

## Zaštita
Pod oznakom RST-0762-1974. zavedena je kao nepokretno kulturno dobro - pojedinačno, pravna statusa zaštićena kulturnog dobra, klasificirano kao "profana graditeljska baština".